# Matthew Tkachuk
Matthew Tkachuk, född 11 december 1997, är en amerikansk professionell ishockeyforward som spelar för Florida Panthers i National Hockey League (NHL).
Han har tidigare spelat för Calgary Flames i NHL; London Knights i Ontario Hockey League (OHL) samt Team USA i United States Hockey League (USHL).
Tkachuk vann Stanley Cup för säsongerna 2023–2024 och 2024–2025.
Han draftades av Calgary Flames i första rundan i 2016 års draft som sjätte spelare totalt.
Han är son till Keith Tkachuk och bror till Brady Tkachuk. Han är också syssling till Tom Fitzgerald och kusin till Jimmy Hayes och Kevin Hayes.

## Statistik
| 2012–2013   | St. Louis AAA Blues    | T1EHL       | 41  | 25  | 57  | 82  | 26  | —  | —  | —  | —  | —   |
| 2013–2014   | Team USA               | USHL        | 33  | 5   | 12  | 17  | 18  | —  | —  | —  | —  | —   |
|             | U.S. National U17 Team |             | 53  | 13  | 20  | 33  | 39  | —  | —  | —  | —  | —   |
| 2014–2015   | Team USA               | USHL        | 24  | 13  | 20  | 33  | 75  | —  | —  | —  | —  | —   |
|             | U.S. National U18 Team |             | 65  | 38  | 58  | 96  | 119 | —  | —  | —  | —  | —   |
| 2015–2016   | London Knights         | OHL         | 57  | 30  | 77  | 107 | 80  | 18 | 20 | 20 | 40 | 42  |
| 2016–2017   | Calgary Flames         | NHL         | 76  | 13  | 35  | 48  | 105 | 4  | 0  | 0  | 0  | 4   |
| 2017–2018   | Calgary Flames         | NHL         | 68  | 24  | 25  | 49  | 61  | —  | —  | —  | —  | —   |
| 2018–2019   | Calgary Flames         | NHL         | 80  | 34  | 43  | 77  | 62  | 5  | 2  | 1  | 3  | 18  |
| 2019–2020   | Calgary Flames         | NHL         | 69  | 23  | 38  | 61  | 74  | 6  | 1  | 1  | 2  | 10  |
| 2020–2021   | Calgary Flames         | NHL         | 56  | 16  | 27  | 43  | 55  | —  | —  | —  | —  | —   |
| 2021–2022   | Calgary Flames         | NHL         | 82  | 42  | 62  | 104 | 68  | 12 | 4  | 6  | 10 | 20  |
| 2022–2023   | Florida Panthers       | NHL         | 79  | 40  | 69  | 109 | 29  | 20 | 11 | 13 | 24 | 74  |
| 2023–2024   | Florida Panthers       | NHL         | 80  | 26  | 62  | 88  | 88  | 24 | 6  | 16 | 22 | 31  |
| 2024–2025   | Florida Panthers       | NHL         | 52  | 22  | 35  | 57  | 54  | 23 | 8  | 15 | 23 | 33  |
| NHL totalt  | NHL totalt             | NHL totalt  | 642 | 240 | 396 | 636 | 690 | 94 | 32 | 52 | 84 | 190 |
| USHL totalt | USHL totalt            | USHL totalt | 57  | 18  | 32  | 50  | 93  | —  | —  | —  | —  | —   |

### Internationellt
| Källa: Uppdaterad: 2025-06-18 | Källa: Uppdaterad: 2025-06-18 | Källa: Uppdaterad: 2025-06-18 |         | Utv = Utvisningsminuter | Utv = Utvisningsminuter | Utv = Utvisningsminuter | Utv = Utvisningsminuter | Utv = Utvisningsminuter |
| År                            | Lag                           | Mästerskap                    | Matcher | Mål                     | Assists                 | Poäng                   | Utv                     |                         |
| ----------------------------- | ----------------------------- | ----------------------------- | ------- | ----------------------- | ----------------------- | ----------------------- | ----------------------- | ----------------------- |
| 2015                          | USA                           | U18-VM                        | 7       | 2                       | 10                      | 12                      | 4                       |                         |
| 2016                          | USA                           | JVM                           | 7       | 4                       | 7                       | 11                      | 6                       |                         |
| 2025                          | USA                           | 4 Nations                     | 3       | 2                       | 1                       | 3                       | 5                       |                         |
| Junior totalt                 | Junior totalt                 | Junior totalt                 | 14      | 6                       | 17                      | 23                      | 10                      |                         |
| Senior totalt                 | Senior totalt                 | Senior totalt                 | 3       | 2                       | 1                       | 3                       | 5                       |                         |